# USA mot Virginia
USA mot Virginia, 518 U.S. 515 (1996), var en domstolsprocess med ett utslag där USA:s högsta domstol upphävde Virginia Military Institutes (Lexington, Virginia, USA) "bara för män"-policy med röstsiffrorna 7-1. (Domaren Clarence Thomas avstod då hans son vid denna tid genomgick utbildning vid VMI) Detta öppnade för kvinnor att få militär utbildning vid institutet.

### Fotnoter
1. ↑  Philippa Strum (2002). Women in the Barracks: The VMI Case and Equal Rights. University Press of Kansas. ISBN 0700611649